# In famiggia
In famiggia è un album del gruppo I Trilli pubblicato nel 2013 dall'etichetta Trilli Trilli. 
Terzo album della nuova formazione dei Trilli, composta da Vladimiro Zullo e Fabio Milanese, subentrato al posto di Francesco Zino. I brani Trilli Trilli, L'ultimo tango, Noiatri do Brazil, E oua vo diggo in muxica sono interpretati con l'aggiunta delle voci di Pippo & Pucci, ovvero Giuseppe Zullo (1948-2007) e Giuseppe Deliperi (1941-1997), fondatori e componenti storici del gruppo dei Trilli.

## Tracce
1. Trilli Trilli (con Pippo & Pucci) (Anonimo, Darini)
2. Che tempi figgeu (Zullo, Merli, Maisano)
3. Comme te bella Zena (De Scalzi)
4. In famiggia (F. Milanese, V. Zullo)
5. Schitta pescio (Carrai, De Scalzi)
6. Gingillo (F. Milanese)
7. Acontentase (Bruno Lauzi, Ceseri)
8. A mae bicicletta (F. Milanese)
9. Piccon dagghe cianin! (De Santis, Pesce)
10. L'ultimo tango (con Pippo & Pucci) (Zullo, Merli)
11. Noiatri do Brazil (con Pippo & Pucci) (Zullo, Deliperi)
12. E oua vo diggo in muxica (con Pippo) (Zullo, Bianchi)